# Silea
Silea (IPA: /siˈlɛa/; Silèa [siˈɛ.a] in veneto, fino al 1935 Melma) è un comune italiano di 10 469 abitanti della provincia di Treviso in Veneto.

## Geografia fisica
Silea si trova alle porte di Treviso e dista circa 5 km dal centro storico. Confina a nord con Carbonera, a ovest con Treviso e Casier, a est con San Biagio di Callalta e Roncade e con Casale sul Sile a sud.
Le frazioni oltre a Silea capoluogo, sono: Sant'Elena e Cendon.
Per quanto riguarda le località comunali troviamo: Lanzago, Canton e Franceniga. Il capoluogo e la sede degli organi comunali sono siti a Silea Capoluogo.

## Storia
L'area attorno a Treviso ha rappresentato sin dai tempi più antichi un luogo di insediamento e di passaggio, favorito dalla presenza del Sile come via di comunicazione. Numerosi reperti preistorici sono stati rinvenuti, per esempio, durante l'estrazione di ghiaia.
A queste civiltà, ancora poco conosciute, successero i più noti Paleoveneti, dal II secolo a.C. assoggettati ai Romani. È di questo periodo l'opera di centuriazione delle campagne, la nascita dei municipi (come la stessa Treviso) e la costruzione di alcune importanti infrastrutture, tra le quali spicca la via Claudia Augusta Altinate. Lungo il percorso della strada, che attraversava Sant'Elena di Silea, Cendon e Lanzago, sono affiorati diversi reperti dell'epoca. Si suppone dunque che i primi insediamenti stabili risalgano alla colonizzazione romana, ma si ritiene che la formazione di veri e propri villaggi si sia avuta solo sotto i Longobardi o i Franchi.
Fino al 1935 il comune era chiamato "Melma", antico toponimo riferito al corso d'acqua omonimo. In quell'anno, re Vittorio Emanuele III, con regio decreto n. 100 del 21 gennaio, autorizzava il Comune a cambiare la propria denominazione in quella di Silea, richiamandosi al Sile, il fiume principale del Comune, di cui il Melma stesso è tributario; l'autorizzazione regia al cambio del nome del Comune seguì la richiesta del podestà di Melma, Matteo Fantin, del 5 settembre 1934.
La nuova denominazione seguì un criterio di somiglianza semantica, riferendosi stavolta al fiume Sile, e dipese anche dal voler evitare frequenti derisioni a causa del vecchio nome, da parte degli abitanti delle località vicine.

### Simboli
Lo stemma e il gonfalone del comune sono stati concessi con il decreto del presidente della Repubblica del 30 novembre 1950.
Il primo atto storico in cui viene nominato il Comune di Melma risale al 1172. I pali azzurri rappresentano i tre fiumi che bagnano il territorio comunale che sono il Sile (241), il Melma (272) e il Nerbon (un fiume lungo 8,56 km) (277).
Le spighe sono il segno di una zona prevalentemente agricola. Il comune di Melma è sorto infatti in epoca in cui la propria economia era sostanzialmente agricola, con conseguente sviluppo dell'attività di macinazione dei cereali, favorita dall'abbondanza di corsi d’acqua.
Il gonfalone è un drappo partito di azzurro e di bianco.

## Monumenti e luoghi d'interesse

### Architetture religiose
- Chiesa di San Michele Arcangelo (XV secolo) La chiesa, edificata nel 1493 come ricorda l'architrave posto sopra l'attuale portale, presenta l'aspetto originario con facciata a capanna mantenuto anche nella successiva ristrutturazione del XVII secolo. Come principale edificio di culto dell'abitato è sede dell'omonima parrocchia della Diocesi di Treviso.[10]
- Chiesetta della Beata Vergine della Salute (XIX secolo) Piccolo edificio sacro edificato nei primi decenni dell'Ottocento su iniziativa di Alessandro Barbaro prima del 1837 in sostituzione di un precedente capitello.[10]
- Chiesa dei Santi Vittore e Corona (XV secolo) Ubicata nella frazione Cendon, centro del quale è la chiesa parrocchiale, deve alla dedicazione a santi locali dei quali poco risulta. Più volte ristrutturata, sia all'interno che all'esterno, nei secoli seguenti, la chiesa fu consacrata una prima volta nel 1727 e riconsacrata il 27 marzo 1859. La cella dell'attiguo campanile accoglie le campane traslate dalla chiesa della Pietà di Venezia.[10]
- Chiesa di Sant'Elena Imperatrice (XV secolo) Ubicata nella frazione Sant'Elena di Silea, si presume sorga su un precedente edificio dalla stessa dedicazione di cui si ha notizia nell'XI secolo. L'attuale corpo della chiesa è frutto di pesanti rifacimenti dell'originale, edificata nel 1478 come presente nell'ormai indecifrabile iscrizione posta sul portale, presumibilmente della quale rimane la facciata, realizzata in grossi blocchi di pietra, mentre l'interno risente della ristrutturazione barocca tipica del Settecento veneto. Rilevante è anche il campanile, la cui costruzione risale al 1547 e completato tre secoli più tardi con l'innalzamento della cuspide del 1891.[10]

### Architetture civili

#### Ville venete
- Villa Valier costruzione della seconda metà del 1500. Venne eretta dalla famiglia Barbaro con la facciata, rivolta al fiume Sile. Una lunga scalinata ornata di statue e vasi conduce all’imbarcadero sul Sile. Alla villa appartiene l'oratorio dell'Assunzione di Maria costruito nel 1762.[11]
- Villa Azzoni-Avogadro costruzione che appartiene ai primi anni del 1500, Fu costruita dalla famiglia trevigiana dei conti Onigo sulle rive del fiume Melma. Venne acquistata nel 1639 dal conte Fioravante degli Azzoni Avogadro.[11]
- Villa Barbaro ubicata nella frazione cendon, fu costruita verso la fine del 1600 dalla famiglia dei Barbaro.[11]Villa Valier Battaggia

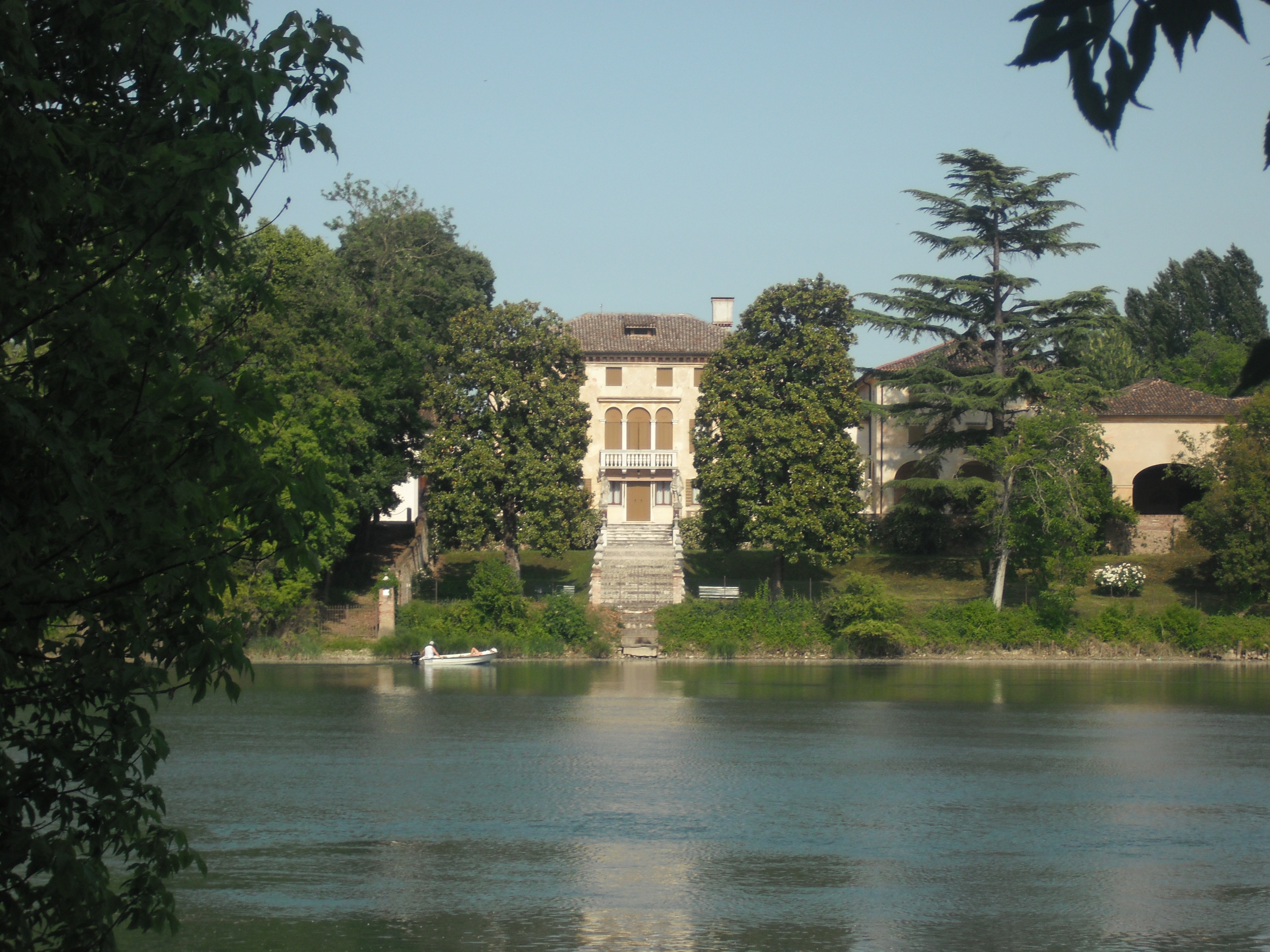
Villa Valier Battaggia

- Villa Collotti ubicata nella frazione cendon, fu costruita nel 1700. Negli anni fu rimaneggiata profondamente ed oggi si presenta con l'aspetto di un tipico fabbricato ottocentesco. All’interno si conservano alcuni pavimenti in terrazzo veneziano.

- Villa Contarini situata presso la frazione di Sant'Elena, è di origine seicentesca e si trova nella piazza di Sant'Elena.

#### Altri luoghi d'interesse
- Museo della pesca gestito in collaborazione con la FIPSAS – Federazione Italiana Pesca Sportiva e Attività Subacquee, è un percorso multisensoriale alla scoperta della pesca di fiume e di molte specie d’acqua dolce. Pesca professionale, pesca sportiva e biodiversità d’acqua dolce sono le tematiche che arricchiscono le 3 sale dedicate a questo tema. Il museo è ubicato presso la frazione di Sant'Elena a circa 5 km dal centro di Silea.
- Centro Sociale "Carlo Tamai" centro polivalente, ospita una varietà di eventi e attività per la comunità, tra i quali, la mostra internazionale di presepi provenienti da diverse località e associazioni del territorio, eventi musicali e teatrali, inclusi concerti di musica moderna e rappresentazioni teatrali o eventi come la presentazione di libri.[12]

## Società

### Evoluzione demografica
Abitanti censiti

### Etnie e minoranze straniere
Al 31 dicembre 2017 gli stranieri residenti nel comune erano 669, pari al 6,21% della popolazione.

## Cultura

### Istituzioni culturali
Nel comune è presente la "biblioteca dei liberi pensatori", inaugurata nel 2016. Per quanto riguarda gli istituti scolastici, a Silea vi sono tre scuole primarie, un istituto di scuola secondaria di primo grado e due scuole dell'infanzia.

### Feste paesane
A Silea capoluogo ogni settembre e ottobre dell'anno vi è la consueta "sagra di San Michele Arcangelo", mentre nella frazione Sant'Elena vi è ogni anno la tradizionale "sagra delle rose".
Nel borgo di Cendon ogni anno si festeggia la "sagra di cendon". Famosa era anche la "festa dea sardea" ovvero una festa tutta dedicata alle sardine, conclusa definitivamente alcuni anni fa.

## Infrastrutture e trasporti

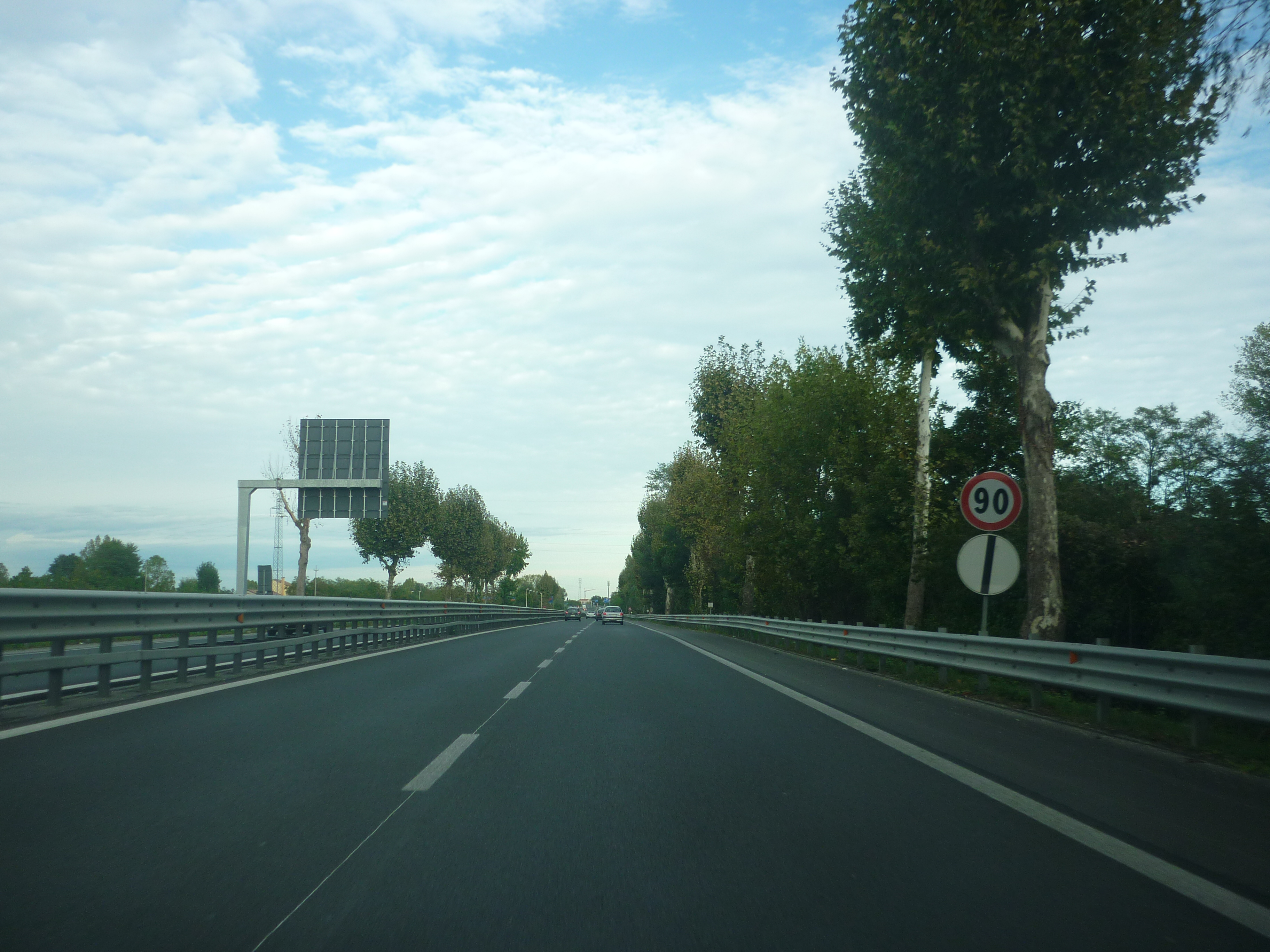
La tangenziale di Treviso.

### Strade
Il comune ha una propria uscita presso l'autostrada A27 Venezia Belluno, denominata "Treviso Sud".
Inoltre il comune è attraversato parzialmente dalla via Postumia, antica via Romana e dalla Via Callalta. All'interno del territorio comunale vi è anche un breve tratto della tangienziale di Treviso che si collega alla "via jesolana" o "Treviso Mare", ovvero una delle strade per Jesolo.

## Amministrazione

### Sindaci dal 1995
| Periodo          | Periodo          | Primo cittadino  | Partito         | Carica  | Note |
| ---------------- | ---------------- | ---------------- | --------------- | ------- | ---- |
| 23 aprile 1995   | 13 giugno 1999   | Eddo Vanzo       | Centro sinistra | Sindaco |      |
| 13 giugno 1999   | 13 giugno 2004   | Eddo Vanzo       | Centro sinistra | Sindaco |      |
| 13 giugno 2004   | 19 dicembre 2006 | Cesare Biasin    | Lega Nord       | Sindaco |      |
| 19 dicembre 2006 | 7 maggio 2012    | Silvano Piazza   | Lista civica    | Sindaco |      |
| 7 maggio 2012    | 11 giugno 2017   | Silvano Piazza   | Lista civica    | Sindaco |      |
| 11 giugno 2017   | 12 giugno 2022   | Rossella Cendron | Lista civica    | Sindaco |      |
| 12 giugno 2022   | in carica        | Rossella Cendron | Lista civica    | Sindaco |      |

### Altre informazioni amministrative
La denominazione del comune fino al 1935 era Melma.

## Sport

### Impianti sportivi

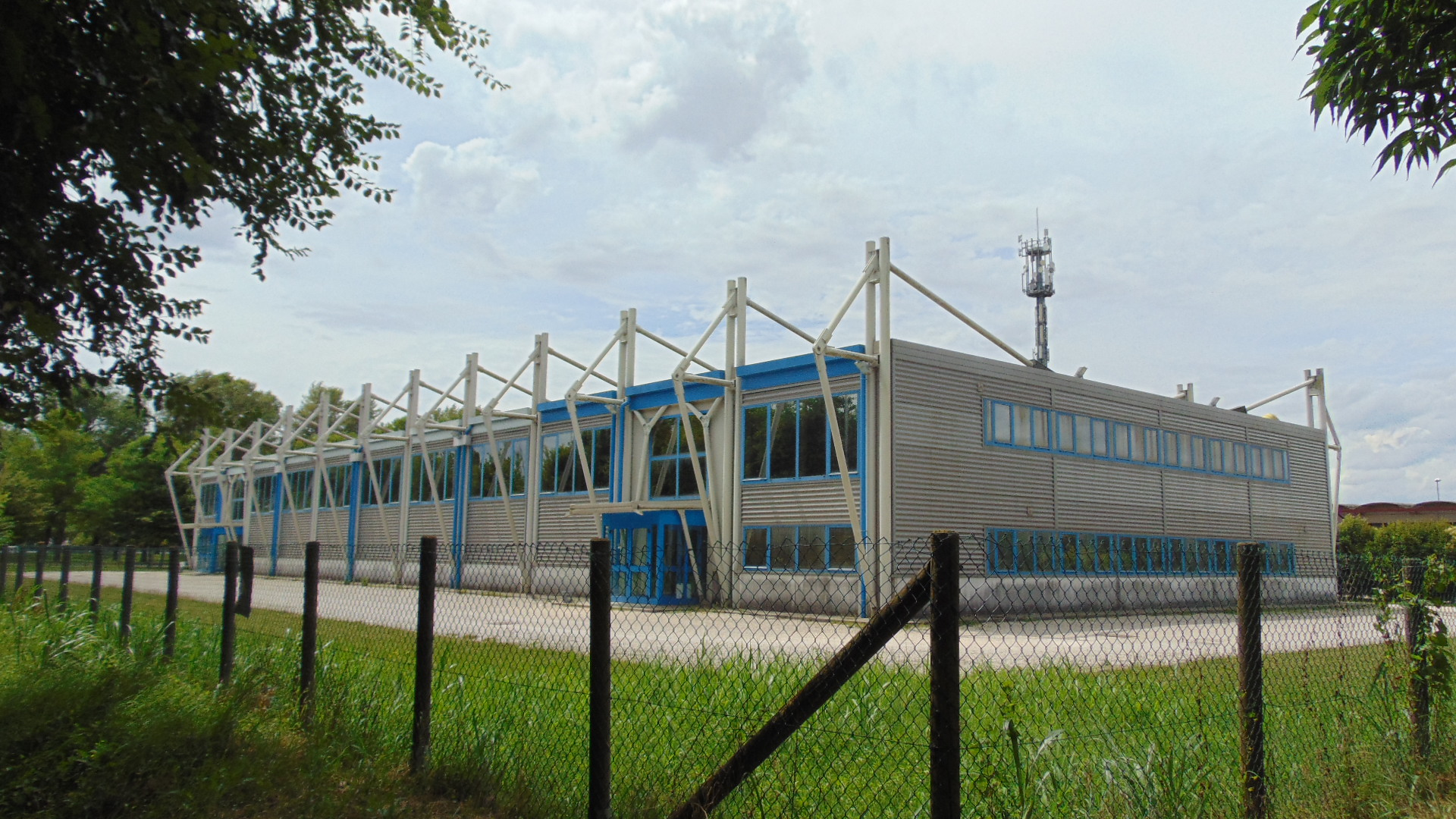
il "PalaParco", impianto sportivo comunale.

A Silea è presente il "pala parco" che funge da Palazzetto comunale dello sport. Inoltre è presente il secondo palazzetto comunale sportivo, intitolato "PalaSilea". Non lontato sorgono diversi campi da rugby e da calcio, nonché la sede del Silea Rugby. 

### Calcio
La Squadra di calcio di Silea è U.S. Silea 1927, che giocherà in seconda categoria nella stagione 2018/2019.

### Pallavolo
A Lanzago di Silea vi è la sede della squadra di pallavolo Volley Silea A.S.D. La squadra attualmente è in serie c.

### Rugby
Presso il comune di Silea è presente anche un'importante squadra di Rugby, il A.S.D. Silea Rugby 1981. La squadra, nata nel 1981, per diverso tempo è stata in serie B. Attualmente milita in serie C.